# Science Poption
Science Poption var ett svenskt popband som bildades 1965 i Stockholm. Bandet bestod av:
- Claes Dieden (1942–2021), sång och gitarr
- Anders Gellner (född 1941), sång och saxofon, numera kommunalpolitiker i Solna kommun
- Roger Wallis (1941-2022), orgel, sedermera professor på KTH
- Björn Stolt (född 1944), bas
- Ola Brunkert (1946–2008), trummor